# Kamienica przy ulicy Mostowej 4 w Krakowie
Kamienica przy ulicy Mostowej 4 – zabytkowa kamienica znajdująca się w Krakowie, w dzielnicy I, na Kazimierzu.
Kamienica została wzniesiony w latach 1868–1870 według projektu architekta Jacka Matusińskiego.
Budynek został wpisany do gminnej ewidencji zabytków. Znajduje się na obszarze Kazimierza, którego układ urbanistyczny został wpisany 23 marca 1934 do rejestru zabytków.